# Things Are Looking Up
Things Are Looking Up è un film del 1935 diretto da Albert de Courville.
Nella pellicola appare la grande tennista francese Suzanne Lenglen, in una delle sue pochissime apparizioni sullo schermo. Fu anche uno dei primissimi film di Vivien Leigh che, non accreditata, ha qui il ruolo di una studentessa.

## Trama
Bertha e Cicely sono due gemelle che, per quanto identiche nell'aspetto, sono opposte di carattere. La prima è una compassata maestra poco amata dalle sue studentesse per via della sua severità e l'altra è uno spirito libero che lavora in un circo. Un giorno Bertha decide improvvisamente di partire e Cicely decide per un giorno di prendere il suo posto, tuttavia ben presto viene scoperta proprio dal collega di cui si sta innamorando. Nel mentre la direttrice decide di lasciare il posto di lavoro a favore di Bertha che ancora non torna, lasciando a Cicely la possibilità di rimanere alla scuola accanto all'uomo che ama, per farlo però dovrà imparare moltissime cose.

## Produzione
Il film fu prodotto dalla Gaumont British Picture Corporation.
Venne girato a Londra, negli studi della Gainsborough, a Shepherd's Bush.

## Distribuzione
Venne distribuito dalla Gaumont British Distributors.